# Yegor Letov
Ígor Fiódorovich "Yegor" Létov (en ruso: И́горь Фёдорович "Его́р" Ле́тов, pronunciación en ruso: [ˈiɡərʲ ˈfʲɵdərəvʲɪtɕ jɪˈɡor ˈlʲetəf]; 10 de septiembre de 1964 - 19 de febrero de 2008) fue un poeta, músico, cantautor, ingeniero de audio y artista conceptual ruso, más conocido como el fundador y líder de la banda de rock post-punk/psicodélico Grazhdánskaya Oborona (en ruso: Гражданская Оборона, lit. 'Defensa Civil'). También fue el fundador del proyecto de vanguardia de arte conceptual Kommunizm y del grupo de rock psicodélico Yegor i Opizdenévshie. Létov colaboró con la cantautora Yanka Diáguileva y otros artistas clandestinos siberianos como ingeniero de grabación y productor.

## Biografía
Létov nació en Omsk, Siberia hijo de Fiódor Létov, un militar y veterano de la Segunda Guerra Mundial del norte de los Urales (Krai de Perm), y Tamara Létova, una doctora de origen cosaco ruso de Kazajistán. La familia Létov tenía antepasados rusos, mordvinos, komi y turcos. La familia se mudó a Omsk desde Semipalátinsk unos años antes del nacimiento de Yegor. Desde una edad temprana, Yegor y su hermano mayor, Serguéi, tuvieron problemas de salud, y Yegor experimentó muertes clínicas en su infancia.
Después de graduarse de la escuela, Yegor se fue a vivir con su hermano, que en ese momento era un saxofonista de jazz relativamente exitoso en Moscú. En Moscú, Yegor aprendió a tocar la batería y el bajo, desarrolló contactos con artistas de vanguardia subterráneos de Moscú y se inscribió en una escuela técnica profesional como constructor, trabajando como yesero.
Dos años más tarde, en 1984, Létov dejó la escuela técnica y regresó a Omsk. En ese momento, ya había comenzado a escribir poesía y cuentos y decidió probar con la música. Létov escuchaba principalmente Rock in Opposition y free jazz a principios de los 80, y sus primeras grabaciones fueron de garaje rock de aficionado usando maletas en lugar de tambores. Más tarde, Létov caracterizó estas grabaciones como "curiosidad sin talento", "charla de bebé" y "vergüenza y reproche". Pronto encontró compañeros músicos y compañeros en Omsk, que escuchaban el mismo tipo de música, que era impopular y poco conocida en la URSS, especialmente en Siberia, y comenzaron la banda de garaje rock Posev (en ruso: Посев, lit. 'Siembra'). El más importante de estos compañeros fue Konstantín Ryabinov (más conocido como Kuzya UO o Kuzmá), músico y poeta, compañero de armas de Létov en Grazhdánskaya Oborona hasta finales de los 90, y amigo cercano. Posev se convirtió en Grazhdánskaya Oborona en noviembre de 1984.
En 1985, la filosofía disidente expresada en las letras de Létov, así como su popularidad en toda la URSS, dieron como resultado un internamiento iniciado por el KGB durante tres meses en un hospital psiquiátrico, donde Létov se vio obligado a tomar medicamentos antipsicóticos. Tras su liberación, escribió desafiantemente una canción sobre Lenin "pudriéndose en su mausoleo".
Létov fue una figura polarizadora en la Unión Soviética. Fue controvertido a mediados y finales de la década de 1980 cuando satirizó el sistema soviético y desarrolló un sonido punk siberiano arenoso. Tras la caída de la Unión Soviética en 1991, durante la crisis constitucional rusa de 1993, Létov desarrolló una base de seguidores entre nacionalistas y comunistas debido a su fuerte oposición al gobierno de Yeltsin. Létov fue uno de los fundadores y el primer miembro del Partido Nacional Bolchevique. Dejó de tener contacto con el partido alrededor de 1999 y se distanció de la política. En su entrevista de 2007 con Rolling Stone Rusia, Létov declaró: "De hecho, siempre he sido anarquista, y todavía lo soy. Pero ahora estoy más en los aspectos ecológicos del anarquismo contemporáneo, eco-anarquismo, hacia eso me he estado moviendo recientemente". En 1997, Létov se casó con Natalia Chumakova, la bajista de Grazhdánskaya Oborona.
Létov murió de insuficiencia cardíaca mientras dormía el 19 de febrero de 2008 en su casa de Omsk.Tenía 43 años.

## Influencias
En una entrevista, Létov expresó que sus poetas favoritos eran Aleksandr Vvedenski (1904-1941), uno de los escritores de OBERIU, y los poetas futuristas rusos, como Vladímir Mayakovski y Alekséi Kruchónyj. Al comienzo de su interés por la poesía fue influenciado por el poeta austriaco Erich Fried. También expresó su interés por el conceptualismo y habló de su propio trabajo en la música punk y en la creación de una imagen pública como una obra de arte de performance conceptual. Los escritores favoritos de Létov, que afectaron considerablemente su visión del mundo y su estilo de escritura, fueron Andréi Platónov, Fiódor Dostoyevski, Henry Miller, Bruno Schulz, Flann O'Brien, Leonid Andréiev, Ryunosuke Akutagawa, Kōbō Abe y Kenzaburō Ōe. Su cosmovisión también se inspiró en la filosofía existencialista, las tradiciones del cosmismo ruso y el realismo mágico latinoamericano (Julio Cortázar, Jorge Luis Borges, Gabriel García Márquez).
En la música, Letov era un gran fanático del rock de garaje y psicodélico de los años 60, citando especialmente a Love de Arthur Lee como su banda favorita, así como a la banda de noise rock de Texas Butthole Surfers, Psychic TV de Genesis P-Orridge y The Residents. Otras influencias notables incluyen a Sonic Youth, Ramones, The Stooges, The Velvet Underground, The Fall, Dead Kennedys, The Birthday Party, Swans, Joy Division, Throbbing Gristle y Einstürzende Neubauten. También citó a compositores industriales, ska y reggae, vanguardistas como John Cage, música clásica medieval y barroca, bandas soviéticas VIA y música folclórica diversa como influencias en Grazhdanskaya Oborona, Egor i Opizdenevshie y Kommunizm, afirmando que todo lo que escucha se refleja hasta cierto punto en su música:

Bueno, puedo decir personalmente que el 80% de lo que compongo fue incitado lo que escucharía. Pero no tiene que ser una conexión directa. Yo escucho a Bob Dylan y después, influenciando por su música, escribir una canción hardcore. Así que, definitivamente, Si no escuchara nada, no escribiera nada.
— "Егор Летов: "Сейчас не имеет смысла заниматься роком" / – Гражданская Оборона – официальный сайт группы". Consultado el 2 de diciembre de 2016.

## Vida personal
El hermano mayor de Yegor es el famoso saxofonista de free jazz Serguéi Létov.
A fines de la década de 1980, Létov era cercano a Yanka Diáguileva, aunque no está claro si eran pareja o no. Estuvo casado con Anna Vólkova en la década de 1990 y con Natalia Chumakova desde 1998 hasta su muerte. Yegor no tuvo hijos, ya que tanto él como Chumakova tenían puntos de vista de libres de hijos.
Yegor usaba abiertamente LSD, marihuana y hongos de psilocibina. También era un gran alcohólico, lo que puede haberlo llevado a su muerte prematura.

## Legado
Yegor siempre fue una figura controvertida. Mientras unos lo consideraban un genio, otros lo rechazaban por completo. El famoso crítico musical Artemy Troitsky habló de Letov como un farsante, misántropo y una persona muy pretenciosa, cuyas habilidades musicales eran "muy mediocres" (esto, sin embargo, podría ser una reacción al ataque de Letov a Artemy Troitsky en 1990 en el concierto conmemorativo de Alexander Bashlachev, donde acusó públicamente a Artemy Troitsky de "convertir en mierda todo el rock soviético").  La poeta Elena Fanailova afirmó que Letov era "un artista realmente jodido y realmente libre, cuya principal y única misión era experimentar los límites de su propia libertad" y "un autor ciertamente grande y significativo, que creó su propio mundo, que, sin embargo, solo funciona ". en el contexto de la civilización postsoviética". La mayoría de los críticos contemporáneos consideran a Yegor una persona importante en la cultura postsoviética y uno de los mejores poetas rusos de finales del siglo XX, aunque las disputas sobre este estatus todavía son comunes; si bien no se niega la importancia de su legado, persiste la controversia en torno a sus declaraciones políticas radicales. En cuanto al propio Yegor, afirmó repetidamente que sus puntos de vista y opiniones personales, o incluso su persona, no deberían interesar a nadie, y que su arte es lo único que importa:

Hay una cierta corriente de existencia corriendo dentro de mí, pero lo que “soy” es algo que nadie sabe. Nadie debe estar interesado en eso, es una curiosidad ociosa. Yo, por ejemplo no me importa quien Fiodor Dostoievski era o lo que pensó. Estoy interesado en sus libros, pero nunca le daría un anillo o iría a visitarlo
Yegor Letov, 2002

## Discografía
Artículo principal: discografía de Egor Letov

## Películas
- No creo en la anarquía, Documental, RUS/CH 2015, Dir.: Anna Tsyrlina, Natalya Chumakova
- Proyecto Egor Letov Documental, Medusa 2019